# 89909 Лінія
89909 Лінія (89909 Linie) — астероїд головного поясу, відкритий 8 березня 2002 року.
Тіссеранів параметр щодо Юпітера — 3,207.